# Укё (Киото)
Укё (яп. 右京区, うきょうく [ukʲoː ku]) — район города Киото префектуры Киото в Японии. По состоянию на 1 июля 2012 года население района составило 203 368 человек, плотность населения — 697 чел / км ².

## Название
Название происходит от местности Укё, располагавшейся на западе средневекового Киото. «Укё» дословно означает «правая столица» — то есть территория Киото, которая находится по правую руку от императора, сидящего в Северном дворце столицы, лицом на юг.

## История
- 1 апреля 1931 — образован городской район Укё на основе ряда населённых пунктов уезда Кацуно, присоединённых к городу Киото: деревни Сага[2], села Удзумаса[3], села Ханадзоно[4], села Саиин[5], села Умэдзу[6], села Кёгоку[7], села Умэгахата[8], села Мацуо[9], села Кацура[10] и села Каваока[11].
- 1 декабря 1950 — село Оэ[12] уезда Отокуни вошло в состав района Укё.
- 1 ноября 1959 — село Охарано[13] уезда Отокуни вошло в состав района Укё.
- 1 октября 1976 — выделен район Нисикё из состава района Укё. Территория бывших деревень Мацуо, Кацура, Каваока, Оэ и Охарано передана району Нисикё.
- 1 апреля 2005 — деревня Кэйхоку[14] уезда Кита-Кувада вошла в состав района Укё.

## Достопримечательности
- Рёан-дзи
- Нинна-дзи